# Poix-de-Picardie
Poix-de-Picardie är en kommun i departementet Somme i regionen Hauts-de-France i norra Frankrike. Kommunen ligger i kantonen Poix-de-Picardie som tillhör arrondissementet Amiens. År 2022 hade Poix-de-Picardie 2 293 invånare.

## Befolkningsutveckling
Antalet invånare i kommunen Poix-de-Picardie
| Referens: INSEE |